# Phrurolithus apertus
Phrurolithus apertus là một loài nhện trong họ Phrurolithidae.
Loài này thuộc chi Phrurolithus. Phrurolithus apertus được Willis J. Gertsch miêu tả năm 1935.